# سعود الراشد
سعود الراشد الرباح (1922 - 1988) هو ملحن كويتي سابق.

## عن حياته
كان والده (راشد الرباح) عازف ربابة وشجعه على تعلم العزف والتمكن من ذلك على آلة العود حين ساعده ابن أخيه عبد العزيز وحين بذل سعود نفسه على التعلم الذاتي تهيئة لفرصة أخرى إذ سعى للحصول على أسطوانات الغناء والموسيقى خاصة أسطوانات العزف على آلة العود لأمين المهدي ومحمد القصبجي ورياض السنباطي ليتعلم منها وسعى أيضاً إلى أسطوانات الغناء التي حفظت لزكي مراد وسلامة حجازي وصالح عبد الحي ليتدرب على أنماط غنائية مثل القصائد والأدوار تمريناً للصوت وتقنيات الأداء.
وهذا ما أغنى موروثه السمعي لأنماط الغناء في الكويت الصحراوي - الحضري كالسامري وفنون اللعبوني والخماري وربما أنماط الغناء البحري كالنهمة والتنزيلة إضافة إلى معرفته بأنماط الإنشاد الديني في المالد والطرق الصوفية كالقادرية والرفاعية .
إذ تعرف على المعلم والملحن أحمد الزنجباري خلال عام 1945 الذي سيضع خبرته معلماً ومنافساً فيما بعد لعدد كبير من مبدعين مجايلين لسعود الراشد مثل عوض دوخي وأخيه يوسف دوخي حتى الجيل الذي لحقهم مثل الملحن يوسف المهنا .
وظل سعود هاوياً للغناء والعزف منذ عام 1948 حتى عام 1957 بعد تأسيس مركز الفنون الشعبية واختياره عضواً في لجنة (الفنون الشعبية) التي كان من مهماتها جمع التراث الشعبي الكويتي الأدب (شعره وسرده) والغناء والموسيقى والرقص والألعاب والحرف.
وكان من أعضاء اللجنة عبد العزيز حسين والملحن وعازف القانون حمد الرجيب والأديب والباحث أحمد البشر الرومي والشاعر أحمد العدواني ومحمد المضف.
وربما كان فضلُ أحمد البشر الرومي سابقا لتأسيس المركز تم بإقناع المغني الكبير سناً يوسف البكر 1955 أن يسجل قبل وفاته بعامين أعمالاً من التراث الكلاسيكي لعبد الله الفرج خاصة من فن الصوت (تلحين القصيدة الفصحى) بكل ما يحتوي هذا الفن على قوالب مدمجة كالموال والتقسيم والارتجال والرقص فهو فن متكامل مثل المقام العراقي والنوبة لأندلسية وقريب الصلة بكلاسيكية القد الحلبي والدور المصري إضافة إلى فنون الصحراء (حضرية وبدوية) طواريق الربابة والهجيني والفريسني كذلك ألوان السامري والفنون من الخماري واللعبوني كما هناك نماذج من أغاني البحر من أهازيج عُمَّال السفن كالدواري والشبيثي الذي يؤدى على السفن بحراً التنزيلات والنهمات من النهَّامين وصولاً إلى أهازيج القفال (العودة من البحر) عند النساء والأطفال.
حيث وصل عدد الأعمال المسجلة إلى ستين عملاً وما كان اطلاع سعود الراشد على هذه الأعمال إلا محفزاً له خلال نفس العام 1957 أن يذهب إلى القاهرة حاملاً في جعبته خمسة أعمال لحن منها على نمط السامري فز قلبي (عبد الله القحطاني) ومن اللعبوني (فن نجدي) ما ناح وَرقٍ (راشد الدخيل) وأعد بعد إعادة تنسيق (أو توزيع كما هو دارج هذه الأيام) ثلاثة نماذج من فن الصوت من أعمال عبد الله الفرج وهي كالتالي يا ليل دانة (البارحة في عتيم) في هوى بدري وزيني (فاضل البكري) ولولا النسيم (الحلاج) .
وبتسجيل هذه الأعمال لصالح إذاعة صوت العرب آنذاك فقد يتم وضع سبقٍ أول تسجيل مع فرقة كبيرة لفن الصوت والسامري وفن اللعبوني - النجدي بمصاحبة فرقة متعددة الآلات الوترية والنفخية كذلك الكورال ولكن لم يحضر سعود الراشد هذه الأعمال لكونها سجلت لصالح الإذاعة وربما لم يتفق مثلما حدث سابقاً مع عبد اللطيف الكويتي عام 1927 عندما سجل عدة أعمال لصالح الشركة الألمانية أوديون وهذا ما حدا بحمد الرجيب أن ذهب وأحضر هذه الأعمال وبثت من الإذاعة الكويتية حينها دون ذكر اسم سعود الراشد وحدث ما لم يكن في حسبان أحد أن ظهرت رغبة في تكوين فرقة موسيقية في الكويت التي سيقودها عازف القانون نجيب رزق الله وبهذه الفرقة يتم تحول عميق قاد وضع الأغنية الكويتية في قلب مختبر الغناء العربي ولكن هذه التحولات التي تمت على صعيد إعادة النظر في التراث الغنائي الكويتي (بحري وبري) بتسجيله كما هو أو إعادة تنسيقه وانفتاح الفرصة لملحنين وحناجر جديدة بتقديم أعمالهم وأغنياتهم وانتشارهم في منطقة الخليج العربي والمنطقة العربية من خلال نوافذها بيروت والقاهرة دفعت بتأسيس تعليم نظامي للغناء والموسيقى ممثلة بمعاهد وكليات ورعاية تصوير حفلات غنائية لمعظم المغنين الكويتيين وغيرهم ممن استضيفوا بمناسبات عدة وتصوير أغنيات تلفزيونية سنذكر من أهمها سلسلة أعمال عوض دوخي بإعادة غناء ألحان زكريا أحمد رياض السنباطي ومحمد عبد الوهاب والدفع برعاية مهرجانات ثقافية حيث تبلور أهمها لوحات اليوم الوطني للكويت منذ عام 1976 التي شاركت فيها طاقات من طلبة وطالبات المدارس ومن ثم اتجهت نحو احترافية بأشعار إضافة إلى إعادة تأهيل الموروث كتب الجديد منها محمد الفايز وعبد الله العتيبي وتولى أداءها شادي الخليج وسناء الخراز إما مشاركة وإما تناوباً بألحان غنام الديكان وقيادة سعيد البنا .
وأقول عندما انتشرت أغنيات سعود الراشد جعلته يتحمس لإنجاز عدة أعمال توزعت مثل البداية الأولى بين أعمال يلحنها جديدة في أنماط السامري والصوت والأغنية الشعبية الجديدة إضافة إلى إعادة غناء بعض التراث الكلاسيكي كفن الصوت والموروث الشعبي من السامري وفن الخماري .
وقد وضع أحمد الزنجباري لحناً جديداً لقصيدة أحمد شوقي السحر في سود العيون على قالب فن الصوت وهذا ما دفع بأحمد باقر أن يضع عمله الجميل كفي الملام من شعر فهد العسكر لصالح صوت شادي الخليج وبعدها وضع الزنجباري لحناً آخر سجله عوض دوخي من شعر قيس الملوح وهي قصيدة ألا يا صبا نجد على نفس القالب وهذا ما حدا بباقر أن يقدم رائعة خارقة سجلتها علية التونسية من شعر عبد الله العتيبي يا دمعتي .
ويسجل أبرز عمل من فن الصوت لسعود الراشد أعاد تنسيقه وتوضيبه عزفاً وأداءً هو صوت ملك الغرام شعر البهاء زهير ولحن عبد الله الفرج الذي حفظه من يوسف البكر حتى أنه إلى ما قبل وفاته بأربع سنوات سجل من التراث الكلاسيكي عملاً آخر ذاب روحي من الغيد هيفا الذي سبق أن غناه ضاحي بن وليد ثم بعد سعود الراشد أعاد غناءه عبد الله الرويشد .
ولحن سعود الراشد لغير نفسه أعمالاً لحناجر كويتية مثل شادي الخليج (أمي) غريد الشاطئ (ليل الشوق) وحسين جاسم (البحر والليل) وصالح الحريبي (أسألك بالله) وسواهم .
وكما لحن لحناجر عربية من مثل وديع الصافي (عنك أنا ما أسلى) ونجاح سلام (أشجاني) وفايزة أحمد (مدري علامك) وعبد الحليم حافظ (عيني ضناها السهر) غير اللحن الشهير يا هلي الذي قدمه عبد الحميد السيد ولكن يرى سعود الراشد في تصريح صحفي له خلال عام 1972 بأن وراء دعوة المغنين والمغنيات العرب لتسجيل أعمال كويتية هو نشر الأعمال بحناجرهم ولكن - حسب قوله الكل تنكر للأغنية الكويتية فبمجرد أن صرف له المبلغ المطلوب كلهم ذهبوا من الكويت بعد أن قبضوا وارتفع رصيدهم في البنوك ثم نسوا الكويت وأغانيها من المطار
(عالم الفن العدد 35 السنة 1972) .
ويقدم آراءً مهمة في بعض مبدعي ومبدعات الغناء الكويتي فهو يرى أن يوسف المهنا ذوَّاقاً ولديه تكتيك موسيقي وهو امتداد لعبد الله فضالة في وضع ألحان مهمة لفن السامري ويثمِّن العمل الذي قدَّمه بصوت مصطفى أحمد من شعر محبوب سلطان بيَّاع الهوى ويرى أن أحمد الزنجباري فنان سبق زمانه ويقيم الروح الكويتية عند غنام الديكان ويرى في عائشة المرطة أحسن من غنت السامري ويقول بأن يكفي فخراً لعوض دوخي أغنية صوت السهارى كما أنه وصفه بالفنان الكبير .
ويرى فارقاً بين التجديد (إعادة غناء أعمال تراثية) وبين التطوير (إحداث عنصر غير معروف في الغناء) حيث أنه هذا - بحسب ما يحلل - يحتاج بحثاً ودراسة حذرين كما أنه يؤكد أن ما قدمه لم يتقدم خطوة عما قدمه عبد اللطيف الكويتي في الثلاثينيات فما تغير هو تقنية التسجيل والعزف وهذا رأي خطير يكشف عن مستوى تفكير فني جاد .
وإضافة إلى احترافه الغناء والتلحين حتى أنه صنف ملحناً ومطرباً من الدرجة الممتازة خلال عام 1976 زاول هوايته الأثيرة فن التشكيل وتمنيت لو كان في الكتاب بعض لوحاته إن كانت محفوظة لدى أبنائه.
ويضع الكتاب نصوص الأغاني ونوتات موسيقية لبعضها وتحليلاً لإحدى تقاسيمه وينتهي بمجموعة من الصور التاريخية ويشكر المؤلف على جهده كما نشير إلى أن المؤلف شارك  في الصحافة الفنية عبر صحف ومجلات عدة واختير عضواً في لجان تحكيم مسرحية.